# Elliot Tiber
Elliot Tiber, rodným jménem Eliyahu Teichberg (15. dubna 1935 New York – 3. srpna 2016) byl americký spisovatel a scenárista, který napsal řadu memoárů o festivalu Woodstock, konaném v Bethelu ve státě New York v roce 1969.
Spolu s belgickým režisérem a scenáristou André Ernottem napsal knižní předlohu k filmovému dramatu Rue haute (Hight Street, 1976), které bylo za Belgii navrženo na Oscara (nominaci však nezískalo). Kniha pamětí Taking Woodstock, napsaná spolu s Tomem Montem a vydaná roku 2007, se pak stala předlohou k adaptaci stejnojmenného filmu režiséra Ang Lee (česky Zažít Woodstock).